# Eye Contact
Eye Contact är det femte studioalbumet av den amerikanska musikgruppen Gang Gang Dance. Albumet utgavs 10 maj 2011 av 4AD Records och fick positiva recensioner av musikkritiker.
Albumet innehåller tre instrumentala spår som gör att albumet hänger ihop utan musikaliska pauser.

## Låtlista
| Nr  | Titel                                    | Längd |
| --- | ---------------------------------------- | ----- |
| 1.  | Glass Jar                                | 11:22 |
| 2.  | ∞                                        | 1:03  |
| 3.  | Adult Goth                               | 6:16  |
| 4.  | Chinese High                             | 5:13  |
| 5.  | MindKilla                                | 5:17  |
| 6.  | ∞∞                                       | 1:34  |
| 7.  | Romance Layers (featuring Alexis Taylor) | 4:25  |
| 8.  | Sacer                                    | 5:40  |
| 9.  | ∞∞∞                                      | 1:25  |
| 10. | Thru and Thru                            | 5:40  |